# Garden & Forest
Garden & Forest (abreviado Gard. & Forest) fue una revista ilustrada con descripciones botánicas que fue editada desde el año 1888 hasta 1897, con el nombre de Garden and Forest; a Journal of Horticulture, Landscape Art and Forestry.